# Kai Havertz
Kai Lukas Havertz (Aachen, 11 de junho de 1999) é um futebolista alemão que atua como meio-campista ou atacante. Atualmente joga pelo Arsenal e pela Seleção Alemã.

## Carreira

### Bayer 04 Leverkusen
Havertz fez sua estreia pelo Bayer 04 Leverkusen em 15 de outubro de 2016, entrou como substituto no segundo tempo de Charles Aránguiz na derrota por 2–1 para o Werder Bremen. Tornou-se o jogador mais jovem da história do Bayer 04 Leverkusen a estrear na Bundesliga aos 17 anos e 126 dias, embora seu recorde tenha sido quebrado por 111 dias por Florian Wirtz em 2020. Em 14 de março de 2017, não pôde jogar a partida contra o Atlético de Madrid, válida pelas oitavas de final da Liga dos Campeões da UEFA, pois ele havia uma prova importante no colégio, uma situação incomum que surpreendeu após ser anunciada no Twitter do clube alemão.
Em 14 de abril de 2018, Havertz tornou-se o jogador mais jovem da história da Bundesliga a atingir 50 jogos aos 18 anos e 307 dias, quebrando o recorde anteriormente detido por Timo Werner. Ele terminou sua segunda temporada no clube com 30 jogos na Bundesliga 2017–18 e três gols marcados, com o Leverkusen terminando em quinto lugar.

Continuou a impressionar na temporada seguinte. Apesar dos Werkself terem lutado inicialmente na parte de cima da tabela, dando uma oscilada no meio da competição, Havertz foi o único jogador a ter iniciado todas as partidas pelo clube, tendo marcando no total 20 gols na Bundesliga 2018–19. Em 26 de janeiro de 2019, ele se tornou o mais jovem (com 19 anos, sete meses e 16 dias) a marcar um gol de pênalti pelo Leverkusen; converteu uma penalidade máxima na vitória de 3–0 sobre o Wolfsburg. No mês seguinte, ele se tornou o segundo jogador mais jovem a conquistar 75 jogos na Bundesliga, atrás de Julian Draxler, quando foi titular e marcou na vitória por 2–0 sobre o Fortuna Düsseldorf. 

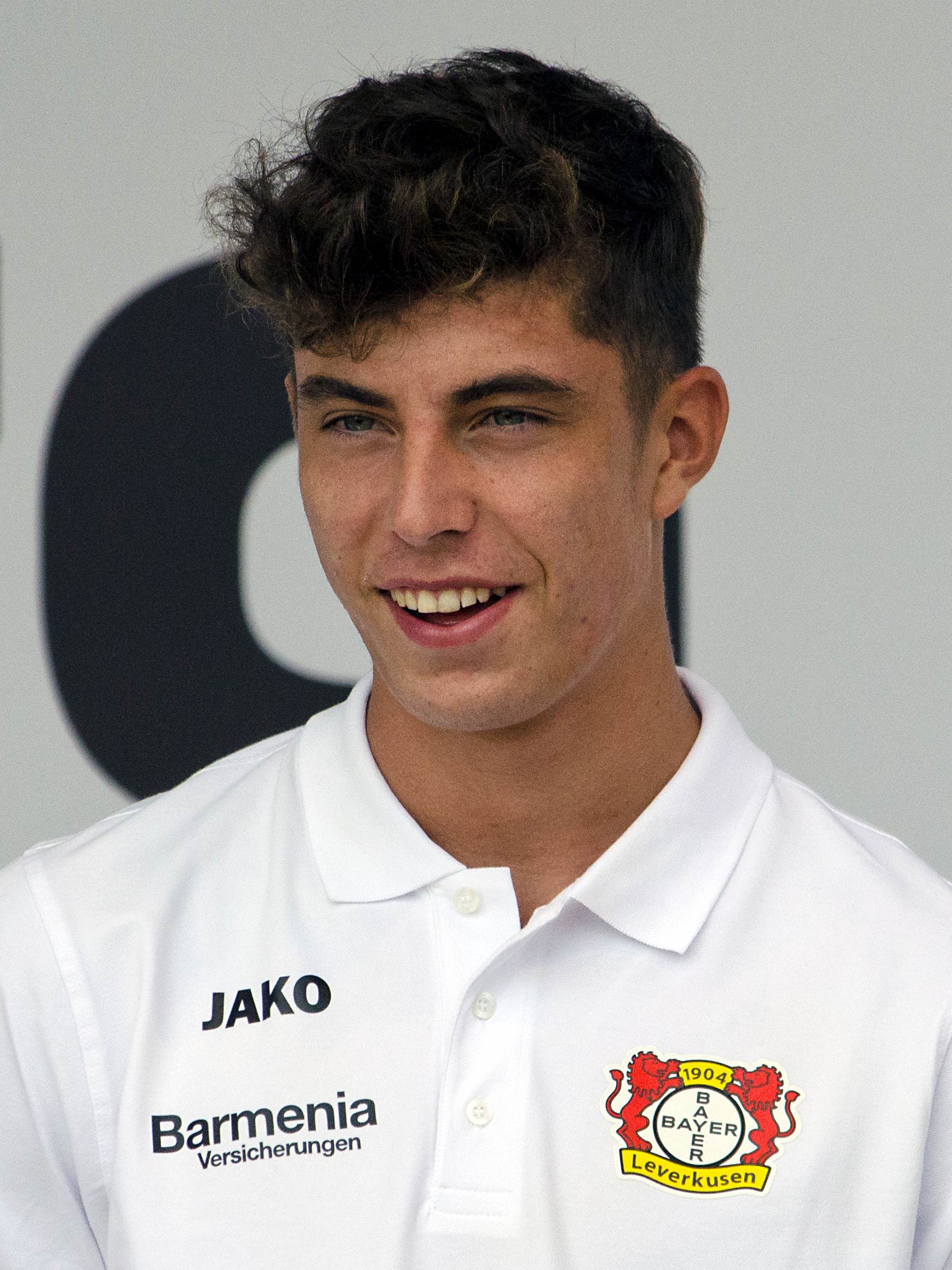
Havertz na abertura da temporada Bayer 04 em 2018

Em 13 de abril, ele realizou sua 100ª participação no Leverkusen para ajudar o clube a vencer o Stuttgart por 1–0. O gol, seu 13º na campanha, também o tornou o jogador mais jovem desde o próprio Horst Köppel, do Stuttgart, em 1967–68, marcando 13 gols em uma única temporada. No dia 5 de maio, ele marcou seu 15º gol na temporada durante uma vitória por 6–1 sobre o Eintracht Frankfurt; uma partida que pela primeira vez viu sete gols marcados no primeiro tempo de um jogo da Bundesliga. No último dia da temporada, ele se tornou o jovem com maior participações (gols e assistências) em uma única temporada da Bundesliga quando marcou seu 17º gol durante uma vitória por 5–1 sobre o Hertha Berlim. No final da temporada, ficou em segundo lugar no prêmio de Futebolista Alemão do Ano, perdendo por 37 votos para Marco Reus.
Na primeira rodada da Bundesliga de 2019–20, Havertz marcou na vitória por 3–2 do Leverkusen sobre o Paderborn, tornando-se o segundo jogador mais jovem de todos os tempos atrás de Köppel, a marcar 25 gols na Bundesliga. Em dezembro, aos 20 anos, seis meses e quatro dias, ele quebrou outro recorde de Werner, tornando-se o jogador mais jovem a atingir 100 jogos na Bundesliga quando começou como titular na derrota de 2–0 para o Colônia.
Em 29 de maio de 2020, Havertz marcou um gol na vitória por 1–0 sobre o Freiburg, tornando-se o o primeiro jogador a fazer 35 gols na Bundesliga com 20 anos de idade. O recorde pertencia a Dieter Müller, que no início da década de 70 marcou 35 gols na Bundesliga pelo Köln, mas com 21 anos.

### Chelsea

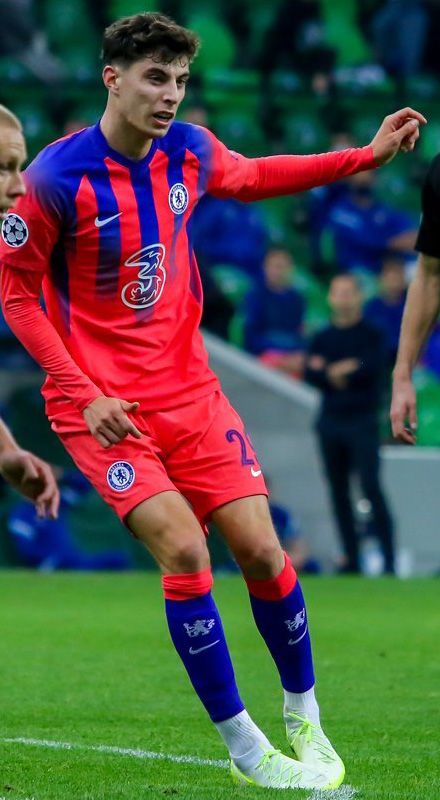
Kai Havertz jogando pelo Chelsea em uma partida da Liga dos Campeões 2020

Em 4 de setembro de 2020, Havertz assinou um contrato de cinco anos com o Chelsea. Em 29 de maio de 2021, marcou o gol do título na final da Champions League 2020-21. No dia 12 de fevereiro de 2022, marcou o gol do título do mundial de clubes contra o Palmeiras.
A temporada 2022-23 de Havertz foi  abaixo das expectativas, porém ele disputou 47 partidas pelos Blues, com nove gols e duas assistências. Ao fim da temporada, Havertz deixou os Blues onde disputou 139 jogos, marcou 32 gols e deu 13 assistências.

### Arsenal

#### 2023-24
O Arsenal acertou a contratação de Kai Havertz, em 21 de junho de 2023. Os Gunners pagaram cerca de 60 e 65 milhões de libras (R$ 396,8 milhões). Foi anunciado oficialmente em 28 de junho, escolhendo a camisa 29 para usar,  mesma que utilizou em toda sua carreira.Kai Havertz jogou seus primeiros minutos pelo Arsenal no amistoso contra o Nurnberg, na Alemanha, empate por 1 a 1, no dia 13 de julho de 2023.Kai Havertz marcou seu primeiro gol pelo Arsenal na vitória por 5 a 0 sobre o MLS All-Stars em 19 de julho de 2023.
No dia 30 de setembro, Havertz marcou seu primeiro golo na Premier League na vitória do Arsenal sobre o Bournemouth por 4 a 0, no Vitality Stadium, em duelo pela sétima rodada.

## Seleção Alemã
Em 29 de agosto de 2018, Havertz foi convocado pela primeira vez para a Seleção Alemã pelo técnico Joachim Löw. Ele foi incluído para as partidas da Liga das Nações da UEFA, contra a França e para o amistoso contra o Peru. Havertz fez sua estreia em 9 de setembro de 2018, substituindo Timo Werner contra o Peru aos 88 minutos, com a partida terminando como vitória em casa por 2 a 1 para a Alemanha. Ao fazer sua estreia, ele se tornou o primeiro jogador nascido em 1999 a representar a Seleção Alemã.

## Estatísticas
Atualizadas até 5 de fevereiro de 2025.[carece de fontes?]

### Clubes

#### Categorias de base
| Temporada                    | Clube                        | Campeonato                   | Jogos | Gols |
| ---------------------------- | ---------------------------- | ---------------------------- | ----- | ---- |
| 2013–14                      | Bayer Leverkusen             | Bundesliga West Sub-17       | 1     | 0    |
| 2014–15                      | Bayer Leverkusen             | Bundesliga West Sub-17       | 23    | 7    |
| 2015–16                      | Bayer Leverkusen             | Bundesliga West Sub-17       | 29    | 19   |
| 2016–17                      | Bayer Leverkusen             | Bundesliga West Sub-19       | 9     | 2    |
| 2016–17                      | Bayer Leverkusen             | Liga Jovem da UEFA           | 3     | 0    |
| Total nas categorias de base | Total nas categorias de base | Total nas categorias de base | 65    | 28   |

#### Profissional
| Equipe            | Temporada         | Campeonato nacional | Campeonato nacional | Copas nacionais | Copas nacionais | Competições continentais | Competições continentais | Outros torneios | Outros torneios | Total | Total |
| Equipe            | Temporada         | Jogos               | Gols                | Jogos           | Gols            | Jogos                    | Gols                     | Jogos           | Gols            | Jogos | Gols  |
| ----------------- | ----------------- | ------------------- | ------------------- | --------------- | --------------- | ------------------------ | ------------------------ | --------------- | --------------- | ----- | ----- |
| Bayer Leverkusen  | 2016–17           | 24                  | 4                   | 1               | 0               | 3                        | 0                        | –               | –               | 28    | 4     |
| Bayer Leverkusen  | 2017–18           | 30                  | 3                   | 5               | 1               | –                        | –                        | –               | –               | 35    | 4     |
| Bayer Leverkusen  | 2018–19           | 34                  | 17                  | 2               | 0               | 6                        | 3                        | –               | –               | 42    | 20    |
| Bayer Leverkusen  | 2019–20           | 30                  | 12                  | 5               | 2               | 10                       | 4                        | –               | –               | 45    | 18    |
| Bayer Leverkusen  | Total             | 118                 | 36                  | 13              | 3               | 19                       | 7                        | –               | –               | 150   | 46    |
| Chelsea           | 2020–21           | 27                  | 4                   | 6               | 4               | 12                       | 1                        | –               | –               | 45    | 9     |
| Chelsea           | 2021–22           | 29                  | 8                   | 6               | 2               | 9                        | 3                        | 3               | 1               | 47    | 14    |
| Chelsea           | 2022–23           | 35                  | 7                   | 2               | 0               | 10                       | 2                        | –               | –               | 47    | 9     |
| Chelsea           | Total             | 91                  | 19                  | 14              | 6               | 31                       | 6                        | 3               | 1               | 139   | 32    |
| Arsenal           | 2023–24           | 37                  | 13                  | 3               | 0               | 10                       | 1                        | 1               | 0               | 51    | 14    |
| Arsenal           | 2024–25           | 21                  | 9                   | 5               | 2               | 8                        | 4                        | –               | –               | 34    | 15    |
| Arsenal           | Total             | 58                  | 22                  | 8               | 2               | 18                       | 5                        | 1               | 0               | 85    | 29    |
| Total na carreira | Total na carreira | 267                 | 77                  | 35              | 11              | 68                       | 18                       | 4               | 1               | 374   | 107   |

## Títulos
Chelsea[carece de fontes?]
- Liga dos Campeões da UEFA: 2020–21
- Supercopa da UEFA: 2021
- Copa do Mundo de Clubes da FIFA: 2021

Arsenal[carece de fontes?]
- Supercopa da Inglaterra: 2023

### Prêmios individuais
- Equipe do torneio do Campeonato Europeu Sub-17 de 2016[29]
- Medalha Fritz Walter: Prata 2016 (Sub-17)
- Medalha Fritz Walter: Ouro 2018 (Sub-19)
- 60 jovens promessas do futebol mundial de 2016 (The Guardian)[30]
- 6º melhor jovem do ano de 2017 (FourFourTwo)[31]
- Equipe do Ano da Bundesliga: 2018–19[carece de fontes?]
- Jogador do mês da Bundesliga: Abril de 2019, Maio de 2019, Maio de 2020[carece de fontes?]